# Mario Tullio Montano
Mario Tullio Montano (* 7. Februar 1944 in Montecatini Terme; † 27. Juli 2017 in Livorno) war ein italienischer Säbelfechter, Olympiasieger und zweifacher Weltmeister.

## Leben
Er kam aus einer großen Fechterfamilie, bis auf eine Ausnahme alles Säbelfechter. Sein Onkel war Aldo Montano (Silbermedaille Olympia 1936 und 1948, Weltmeister 1938), sein Cousin Mario Aldo Montano (Olympiasieger 1972 sowie Silbermedaille 1976 und 1980, Weltmeister 1973 und 1974). Seine Brüder sind Carlo Montano (Silbermedaille Olympia 1976 im Florett) und Tommaso Montano (Silbermedaille Olympia 1976), sein Neffe ist Aldo Montano (Olympiasieger 2004, Weltmeister 2011).

## Erfolge
Montano gewann mit der Mannschaft Bronze bei den Weltmeisterschaften 1971 in Wien, bei den Olympischen Spielen 1972 in München holte er Gold mit der Mannschaft. 1973 in Göteborg und 1974 in Grenoble bei den Weltmeisterschaften wurde es jeweils Bronze mit der Mannschaft. Bei den Olympischen Spielen 1976 in Montreal erlangte er Silber mit der Mannschaft. 1978 in Hamburg bei den Weltmeisterschaften erfocht er Bronze, 1979 in Melbourne Silber mit der Mannschaft.